# Università degli Studi Niccolò Cusano
De Università degli Studi Niccolò Cusano (UNICUSANO) is een universiteit in de Italiaanse hoofdstad Rome, opgericht in 2006 door Stefano Bandecchi. 

## Campus
De campus van de universiteit is gelegen in Via don Carlo Gnocchi, Rome.

## Rectoren
- Sebastiano Scarcella (2006-2010)
- Giovanni Puoti (2010-2013)
- Fabio Fortuna (2013-)

## Organisatie
Faculteiten:
- Techniek
- Economie
- Onderwijs
- Rechten
- Politieke Wetenschappen
- Psychologie